# Boliwijski Związek Narciarski
Boliwijski Związek Narciarski (hiszp. Federación Boliviana de Ski y Andinismo) – boliwijskie stowarzyszenie kultury fizycznej pełniące rolę boliwijskiej federacji narodowej w biegach narciarskich, kombinacji norweskiej, narciarstwie alpejskim, narciarstwie dowolnym oraz andinizmie.
Związek powstał w 1939 roku. Siedziba Związku znajduje się w La Paz. Związek jest członkiem Międzynarodowej Federacji Narciarskiej (FIS). Do jego celów statutowych związku należy promowanie, organizowanie i rozwój narciarstwa w Boliwii m.in. poprzez szkolenia zawodników i instruktorów i organizację zawodów.